# IC 1235
IC 1235 ist eine Spiralgalaxie vom Hubble-Typ Sc im Sternbild Drache am Nordsternhimmel. Sie ist schätzungsweise 147 Millionen Lichtjahre von der Milchstraße entfernt.
Das Objekt wurde am 7. September 1888 von Guillaume Bigourdan entdeckt.